# Las Condes
Las Condes est une commune du Chili, située dans la province et la région métropolitaine de Santiago.

## Géographie

Localisation de Las Condes (en rouge) au sein de l'agglomération de Santiago.

La commune s'étend sur 99 km2 au nord-est de l'agglomération de Santiago, dans une zone de transition entre la vallée de la capitale et la pré-cordillère des Andes. Seule l'extrémité ouest de son territoire est urbanisée, la plus grande partie s'étageant sur la montagne au centre et à l'est.

### L'avenue Apoquindo
L'avenue Apoquindo est l'extension du principal axe est-ouest de la capitale du Chili Santiago, situé dans la commune de Las Condes. Elle commence au niveau de l'avenue Tobalaba comme continuité de l'avenue Providencia et se termine au niveau du secteur de Los Domínicos au croisement avec l'Avenue Camino El Alba.
L'avenue Apoquindo est traversée par la ligne 1 du métro de Santiago, entre les stations Tobalaba, El Golf, Alcantara et Escuela Militar. Le métro s'est étendu en janvier 2010 jusqu'au niveau de l'avenue El Alba, lieu connu sous le nom de Los Domínicos. De plus, l'avenue traverse de nombreux stades construits par les communautés étrangères immigrées au Chili, comme l'Estadio Español et l'Estadio Italiano, entre autres.
L'avenue traverse divers quartiers de la classe aisée de la capitale chilienne. Le quartier El Golf accueille de nombreux édifices de bureaux et peu de résidences. Durant les années 1940, ce quartier était le plus riche du pays. Il y a ensuite le quartier La Gloria, qui voit depuis ces vingt dernières années[Quand ?] l'émergence de nouveaux immeubles de bureaux. Il possède aussi le centre commercial Apumanque. Il y a ensuite le quartier Noruega, où, depuis peu, le métro passe. Il est connu pour ses pubs « picadas » et discothèques, de mauvaise réputation. Ensuite, il y a le lieu-dit Padre Errazuriz, qui possède des pavillons et un supermarché. Viennent enfin les Los Domínicos, l'église de Los Domínicos et le village artisanal Los Dominicos. Au niveau du parc, l'avenue se termine avec l'intersection de l'Avenue Camino El Alba. Dans le bloc précédent on trouve l'avenida Paraná, où se trouve la station de métro Los Dominicos.

### L'avenue Camino El Alba
L'avenue Camino El Alba débute au niveau de l'avenue Apoquindo et se termine dans le secteur de San Carlos de Apoquindo, où se situent divers bâtiments dépendants de l'université pontificale catholique du Chili. Elle concentre des populations résidentielles de classe aisée et abrite des centres commerciaux et des sièges sociaux.

## Histoire
La commune est créée par un décret du 26 août 1901. Elle est fusionnée avec celle de Providencia en 1928 avant de retrouver son autonomie en 1932.

## Population et société

### Démographie
La population s'élevait à 294 838 habitants en 2017.

## Politique et administration
La commune est dirigée par un maire et dix conseillers élus pour un mandat de quatre ans. Les dernières élections ont eu lieu les 26 et 27 octobre 2024. 
| Période                                  | Période         | Identité             | Étiquette | Qualité |
| ---------------------------------------- | --------------- | -------------------- | --------- | ------- |
| Les données manquantes sont à compléter. |                 |                      |           |         |
| 12 août 1991                             | 11 juin 1999    | Eduardo Jara Miranda | PR        |         |
| 26 septembre 1992                        | 11 juin 1999    | Joaquín Lavín        | UDI       |         |
| 11 juin 1999                             | 6 décembre 2000 | Carlos Larraín       |           |         |
| 6 décembre 2000                          | 6 décembre 2016 | Francisco de la Maza | UDI       |         |
| 6 décembre 2016                          | 28 juin 2021    | Joaquín Lavín        | UDI       |         |
| 28 juin 2021                             | 6 décembre 2024 | Daniela Peñaloza     | UDI       |         |
| 6 décembre 2024                          | en fonction     | Catalina San Martín  | Ind.      |         |

## Transports
La commune est desservie par neuf stations des lignes 1 et 4 du métro de Santiago, ainsi que par le réseau d'autobus Red de l'agglomération de Santiago.

## Galerie

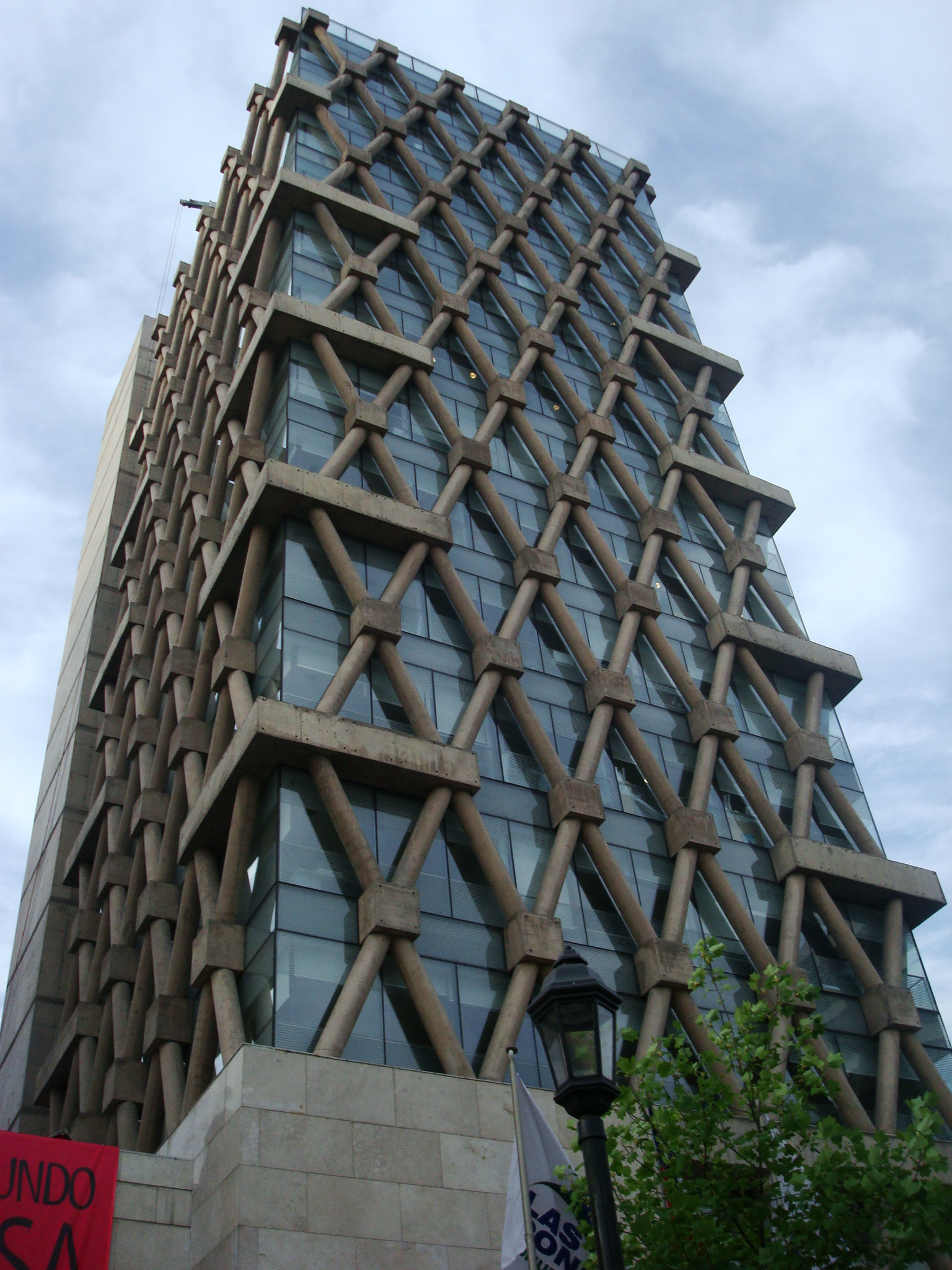
L'hôtel de ville.
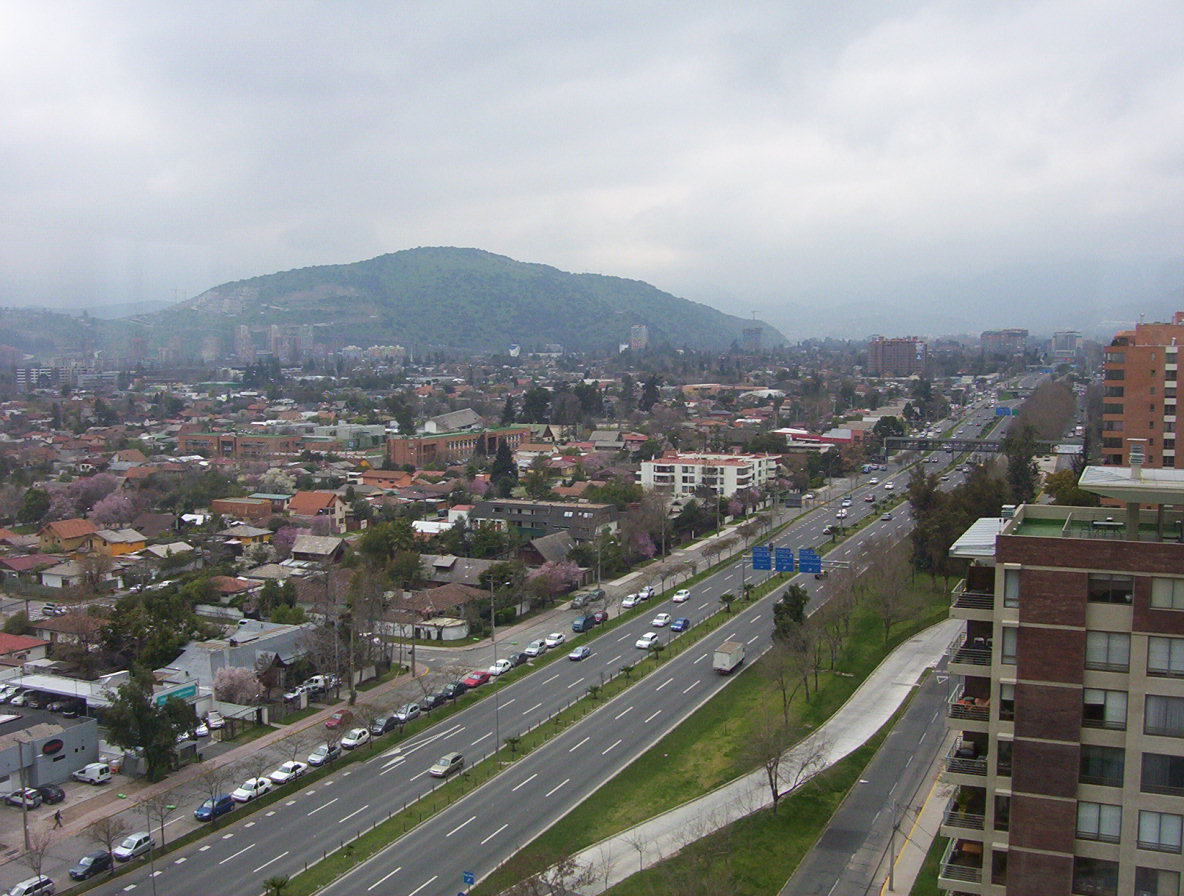
L'avenue Kennedy.
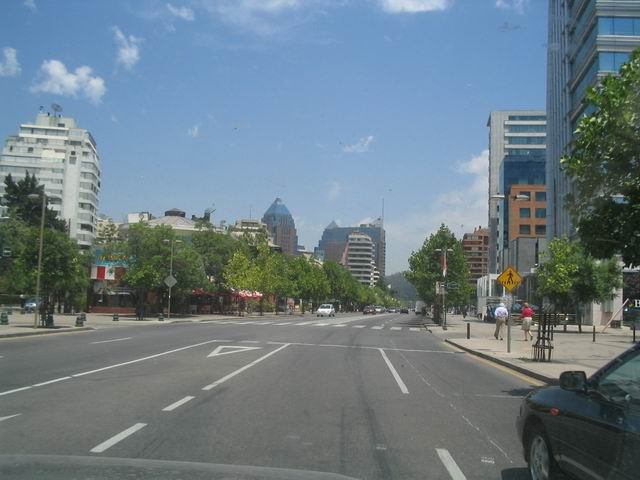
L'avenue Isidora-Goyenechea.
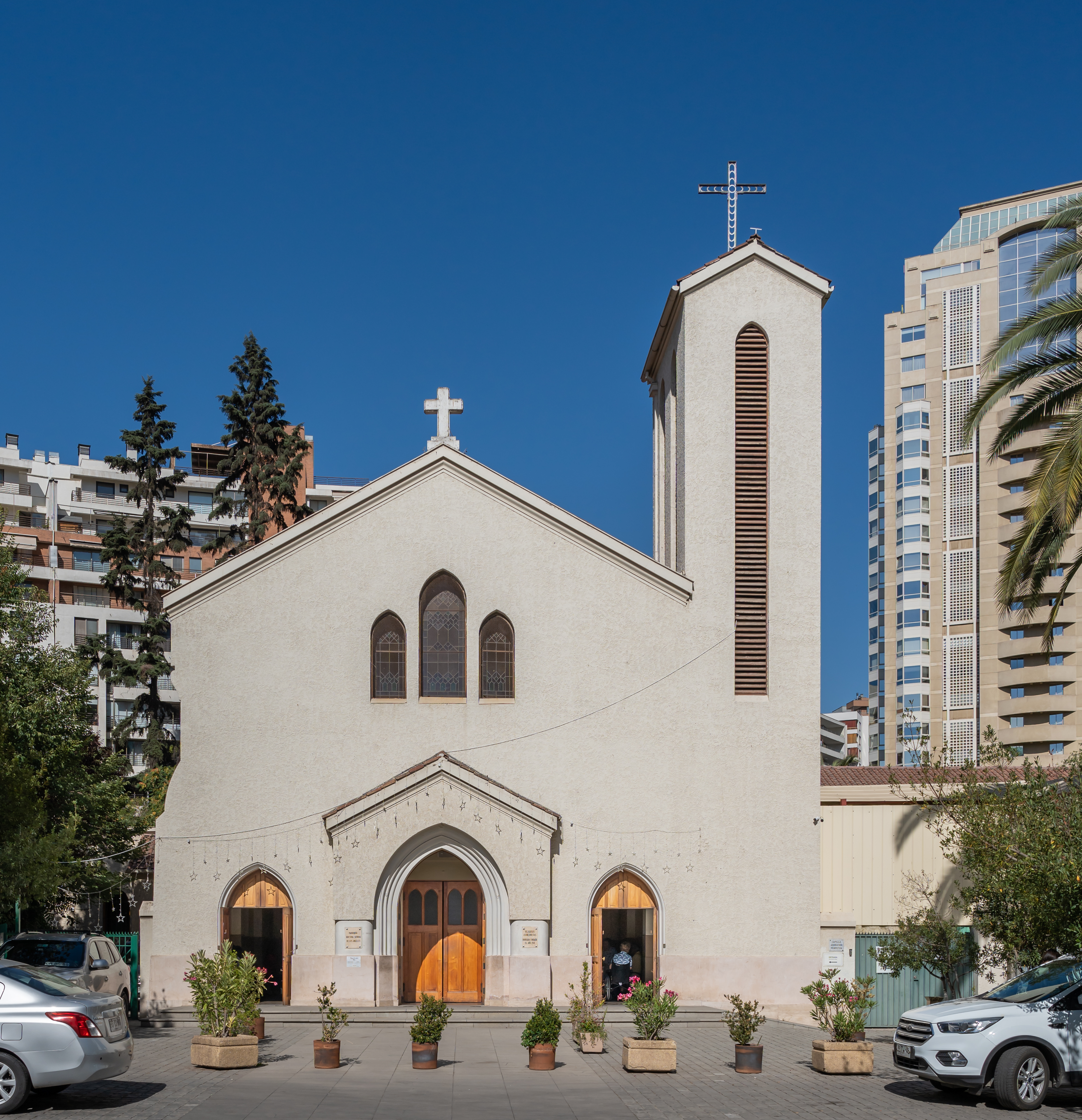
L'église Notre-Dame des Anges.